# باغ‌های کارلتون
باغ کارلتون یک میراث جهانی است که درضلع شمال شرقی ناحیه مرکزی تجاری ملبورن، ویکتوریا، استرالیا واقع است.محوطه‌ای ۲۶ هکتاری شامل ساختمان نمایشگاه سلطنتی، موزه ملبورن، سینما آیمکس، زمین تنیس و یک زمین بازی کودکان است. این محیط مستطیل شکل با خیابان‌های ویکتوریا، راتدون، کارلتون و نیکلسون احاطه شده‌است. از ساختمان نمایشگاه، باغ دارای شیبی در جهت جنوب غربی و شمال شرقی است. با توجه به لیست سازمان میراث جهانی، ساختمان نمایشگاه سلطنتی و باغ کارلتون به عنوان «مهمترین نواحی تاریخی، معماری، زیباشناختی، عمومی و علمی(گیاهشناسی) ویکتوریا» شناخته میشوند.
باغ‌ها نمونه برجسته از دوران سلطنت ملکه ویکتوریا و دارای طراحی چشم انداز با چمنزارهای بزرگ و درختان اروپایی و استرالیایی متنوع شامل بلوط انگلیسی، سپیدار سفید، چنار، نارون، انواع سوزنی‌برگان، سرو، بلوط ترکی، کاج مطبق و درختان همیشه سبز مانند انجیر برگ‌درشت ترکیب شده با گلزارها و درختچه‌ها هستند.
شبکه‌ای از مسیرهای درختان راهی رسمی برای مشخص کردن فواره‌ها و معماری ساختمان نمایشگاه ایجاد کرده‌است. این راه، شامل یک دنباله از چنارها است که مسیر را به ساختمان سلطنتی راهنمایی میکنند.دو دریاچه زینتی در قسمت جنوبی پارک قرار دارند. قسمت شمالی شامل موزه، زمین تنیس، انبار و محل تعمیر و نگهداری، خانه موزه‌داران و زمین بازی کودکان است که به صورت یک هزارتوی ویکتوریایی طراحی شده‌است.